# Alpi del Wallgau
Le Alpi del Wallgau (in tedesco Wallgauer Alpen) sono una sottosezione delle Alpi Bavaresi. La vetta più alta è il Krottenkopf che raggiunge i 2.086 m s.l.m..
Si trovano in Germania (Baviera). Prendono il nome da Wallgau, comune dalla Baviera.

## Classificazione
Secondo la SOIUSA le Alpi del Wallgau sono una sottosezione alpina con la seguente classificazione:
- Grande parte = Alpi Orientali
- Grande settore = Alpi Nord-orientali
- Sezione = Alpi Bavaresi
- Sottosezione = Alpi del Wallgau
- Codice = II/B-22.IV

Secondo l'AVE, insieme con le Alpi del Mangfall, prendono il nome di Bayerischen Voralpen (Prealpi Bavaresi) e costituiscono il gruppo n. 7b di 75 nelle Alpi Orientali.

## Delimitazioni
Le Alpi del Wallgau:
- a nord si stemperano nelle colline bavaresi;
- ad est confinano con le Alpi del Mangfall (nella stessa sezione alpina) e separate dal corso del fiume Isar;
- a sud-est confinano con i Monti del Karwendel (nelle Alpi Calcaree Nordtirolesi) e separate dal corso del fiume Isar;
- a sud-ovest confinano con i Monti di Mieming e del Wetterstein (nelle Alpi Calcaree Nordtirolesi);
- ad ovest confinano con le Alpi dell'Ammergau (nella stessa sezione alpina) e separate dal corso del fiume Loisach.

## Suddivisione
Si suddividono in due supergruppi e quattro gruppi (tra parentesi i codici SOIUSA di supergruppi, gruppi e sottogruppi):
- Alpi Occidentali del Wallgau (A)
  - Estergebirge (A.1)
  - Monti del Walchensee (A.2)
- Alpi Orientali del Wallgau (B)
  - Gruppo del Benediktenwand (B.3)
    - Catena Jochberg-Rabenkopf (B.3.a)
    - Catena principale Brauneck-Benediktenwand (B.3.b)
      - Costiera del Benediktenwand (B.3.b/a)
      - Costiera del Brauneck (B.3.b/b)

    - Gruppo del Latschenkopf (B.3.c)
    - Catena del Zwieselberg (B.3.d)

  - Catena del Rauchenberg (B.4)

## Vette principali

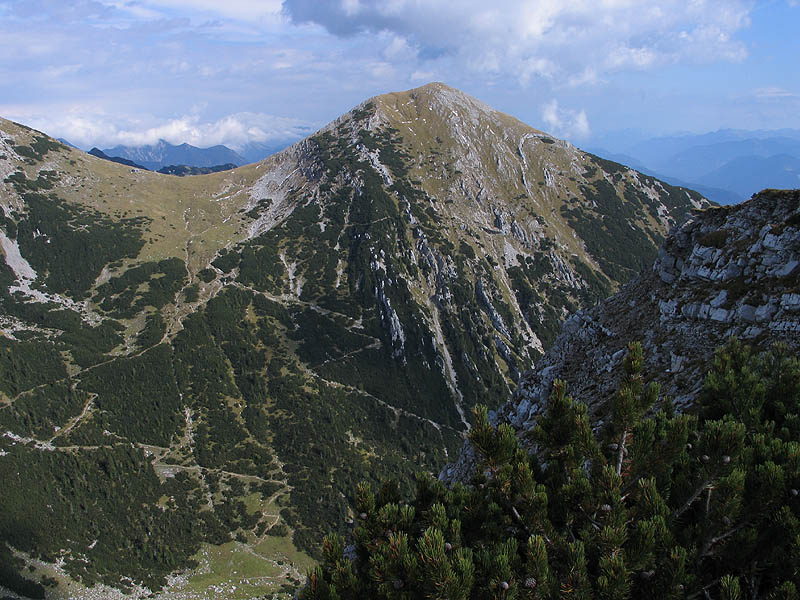
Il Krottenkopf.

- Krottenkopf - 2.086 m
- Benediktenwand - 1.801 m
- Heimgarten - 1.790 m
- Herzogstand - 1.731 m
- Hirschberg  - 1.659 m
- Jochberg - 1.567 m
- Brauneck - 1.555 m
- Ölrain - 1.542 m
- Osterfeuerkopf - 1.368 m